# Sutra del Loto: XIV capitolo

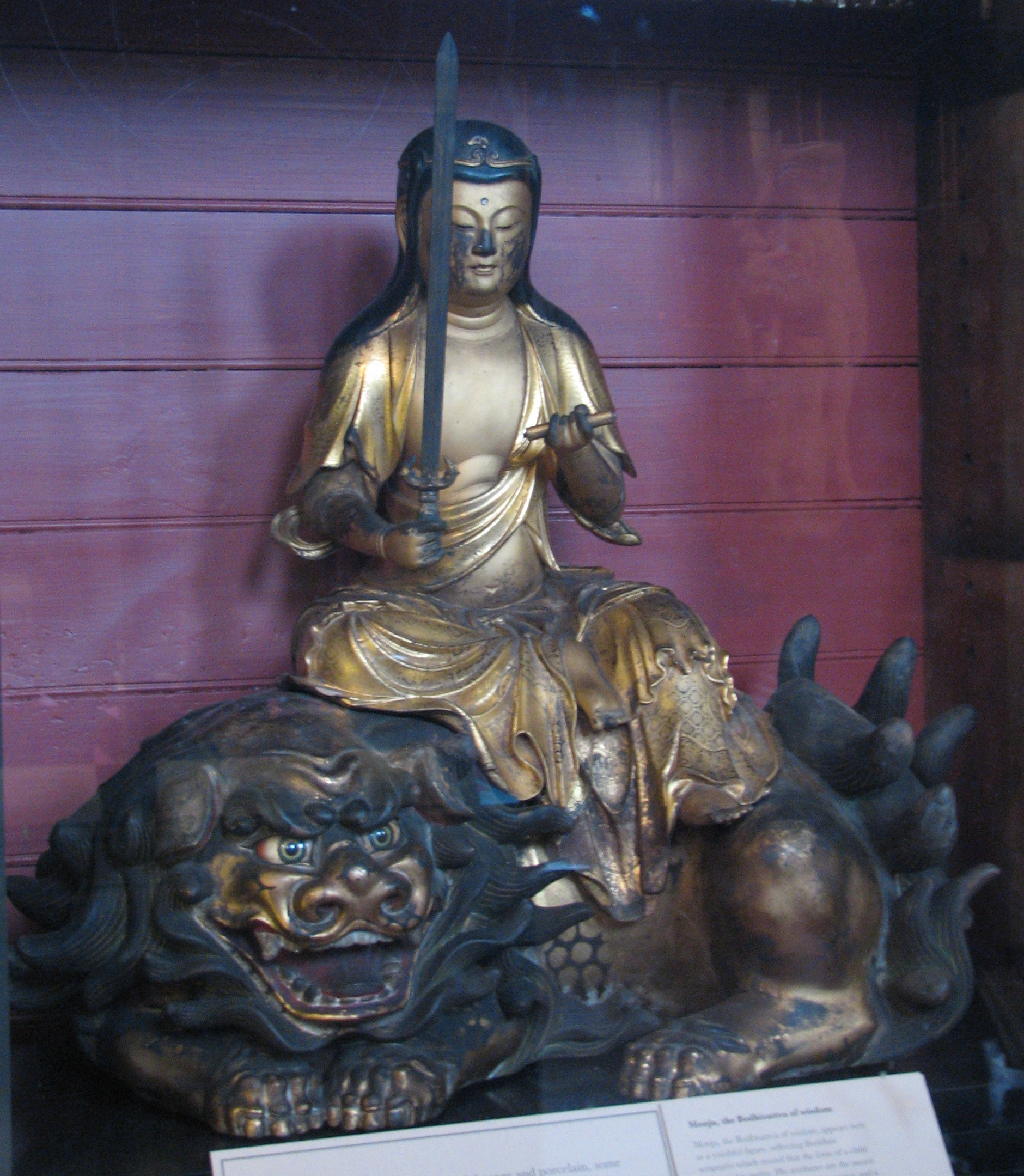
Il bodhisattva mahāsattva Mañjuśrī in una rappresentazione giapponese del XVI secolo conservata al British Museum. Mañjuśrī (giapp. 文殊 Monju) viene qui rappresentato come Siṃhāsana Mañjuśrī (Mañjuśrī a dorso di un leone ruggente). Tale raffigurazione ricorda la leggenda asiatica di un leone che aveva fatto resuscitare con un ruggito i propri cuccioli nati morti. La rappresentazione del "leone ruggente" richiama in Asia la capacità di provocare la rinascita spirituale. Mañjuśrī impugna con la mano destra la "spada" (khaḍga) ad indicare la distruzione dell'ignoranza (avidyā), mentre con la mano sinistra regge un rotolo dei Prajñāpāramitāsūtra con cui infonde la "sapienza" (prajñā).

Il bodhisattva Mañjuśrī fece allora presente al Buddha Śākyamuni che il voto pronunciato delle ottanta schiere di infiniti bodhisattva pronti a predicare il Sutra del Loto nell'ultimo periodo del Dharma era assolutamente improbo, domandandosi conseguentemente come essi avessero potuto mantenerlo.
Lo Śākyamuni rispose a Mañjuśrī che il bodhisattva dell'ultimo periodo del Dharma dovrà rispettare "quattro gruppi di regole" per poter svolgere il suo compito.
- Il primo gruppo di regole riguarda la sua condotta e le frequentazioni per lui appropriate.
  - Per quanto concerne la condotta e il comportamento adeguato il bodhisattva:
    - deve essere mite, paziente e tollerante, mai violento;
    - non turbato o allarmato, privo di paure e non indignato;
    - non attratto da alcuna cosa, vedendo chiaramente nella reale natura delle cose, senza mia discriminare.

  - Per quanto concerne le frequentazioni, un bodhisattva:
    - non deve frequentare intimamente re, principi, ministri o alti funzionari;
    - non deve frequentare intimamente i non buddhisti, i giainisti o i brahmani;
    - non deve frequentare intimamente i lokayata (materialisti);
    - non deve praticare passatempi violenti come il pugilato o la lotta, né deve frequentare intimamente chi coltiva tali passioni;
    - non deve frequentare intimamente attori o chi si dedica ad attività illusorie;
    - non deve frequentare intimamente i chandala, o chi alleva bestiame o gli imbroglioni;
    - non deve frequentare intimamente i cacciatori o i pescatori;
    - non deve frequentare intimamente i lenoni, né le donne di natura lasciva;

solo quando queste persone vadano da lui egli gli predicherà il Sutra del Loto, ma senza aspettarsi nulla in cambio.
- -     - non frequentare monaci e monache, laici e laiche del veicolo degli Śrāvaka (seguaci dello Hīnayāna);
    - non frequentare coloro che ambiscono ad entrare in questo veicolo, né deve discutere con loro;
    - non deve svolgere alcuna attività con i seguaci del veicolo degli Śrāvaka;

solo quando queste persone vadano da lui egli gli predicherà il Sutra del Loto, ma senza aspettarsi nulla in cambio.
- - Un bodhisattva quando predica alle donne deve anche:
    - predicare evitando che sorgano in loro dei desideri;
    - predicare evitando di provare piacere nel vederle;
    - predicare evitando di chiacchierare da solo con fanciulle, donne non sposate o vedove;
    - così non deve frequentare gli uomini privi di virilità, non deve entrare da solo in casa di un'altra persona, non deve predicare ad una donna sorridendogli, né mostrandolgi il torace, e non deve avere rapporti intimi con lei nemmeno per amore del Dharma;
    - il bodhisattva non deve provare piacere a insegnare ai fanciulli o ai bambini e non deve apprezzare il fatto di avere lo stesso maestro con loro, deve piuttosto ambire a sedere in meditazione in luogo tranquillo imparando a calmare la mente;
    - poi il bodhisattva deve considerare tutti i fenomeni come vuoti, riconoscendo nella vacuità la loro vera caratteristica, questa è la seconda regola dei bodhisattva; egli non deve fare distinzioni tra un uomo e una donna, non deve dibattere su dottrine superiori o inferiori, dal disordine derivano le distinzioni.
- Il secondo gruppo di regole riguardano ancora il modo di predicazione da parte del bodhisattva degli ultimi giorni:
  - egli non dove parlare degli errori altrui o delle altre scritture;
  - non deve denigrare i maestri di altre scuole;
  - non deve menzionare per nome gli śrāvaka quando elenca le mancanze o ne apprezzi pubblicamente le qualità;
  - non deve conservare il risentimento;
  - non deve preoccuparsi del cibo, dei vestiti o delle medicine ma concentrarsi sulla predicazione del Sutra
  - deve sempre rispondere alle domande sul Dharma con le dottrine Mahāyāna e mai con quelle Hīnayāna.
- Il terzo gruppo di regole riguarda il comportamento da tenere nei confronti di coloro che seguono le altre dottrine buddhiste:
  - egli non deve turbare gli śrāvaka o i pratyekabuddha o i bodhisattva accusandoli di essere indulgenti e lontani dalla via;
  - non deve impegnarsi in dibattiti sulla dottrina, né litigare in merito ad esse;
  - deve tenere un contegno rispetto nei confronti dei buddha e dei bodhisattva;
  - deve predicare a tutti gli esseri senzienti in modo equanime;
  - deve essere sempre gentile e paziente.
- Il quarto gruppo di regole riguarda la profonda compassione nei confronti di tutti gli esseri senzienti:
  - deve utilizzare i vari espedienti (upāya) per predicare il Sutra del Loto facendoli dimorare in essa.

Allora il Tathāgata si comporterà in questo modo:
che possiede il grande potere della perseveranza

e il prezioso forziere della saggezza,

e per la sua grande pietà e compassione

converte le generazioni con la Legge.

Egli osserva tutte le persone

colpite da sofferenza e angosce,

che cercano di ottenere l'emancipazione

lottando contro i demoni,

e, per il bene di questi esseri viventi,

espone diverse dottrine;

utilizzando grandi espedienti,

predica questi sutra.

Quando capisce che gli esseri viventi

grazie a loro hanno sviluppato le proprie capacità,

allora, all'ultimo momento, a loro beneficio

predica questo Sutra del Loto,

proprio come il re che scioglie la crocchia

e dona il suo splendete gioiello.»
(Sutra del Loto Milano, Esperia Edizioni, 1997, pagg. 272-3.)